# Agrostis carmichaelii
Agrostis carmichaelii é uma espécie de gramínea do gênero Agrostis, pertencente à família Poaceae.